# 黃臣
黃臣（1478年—1541年），字伯鄰，號安厓（安崖），山東濟南府濟陽縣人，明朝政治人物。正德辛未進士，嘉靖間官至陝西巡撫。

## 生平
弘治十七年（1504年）甲子科山東鄉試第五十九名舉人。正德六年（1511年）中式辛未科進士。選翰林院庶吉士，八年十月授吏科給事中，以事黜職。世宗继位，恢复原职，嘉靖元年四月升刑科右，二年三月升礼科左，三年（1524年）四月升工科都给事中，大禮議期間，參與左順門哭諫，被杖幾死。嘉靖五年去职。累升山西布政使司右参政，十年（1531年）五月升四川右布政使，调陕西左布政使。嘉靖十三年（1534年）六月以都察院右副都御史，巡撫陝西。十五年七月改任清理淮浙山东长芦盐法右副都御史，十九年三月屢疏乞休，嘉靖帝以黄臣奉命理盐，迄无成效，勒令致仕。嘉靖二十年（1541年）五月卒，賜祭葬。

## 家族
曾祖黃思禮；祖父黃銘；父黃璉，曾任府同知。母張氏。族兄黄流，户部主事。

## 外部鏈接
- 王长民，明代能臣：济阳籍黄臣生平考略 （页面存档备份，存于），《濟南日報》